# Siêu cúp bóng đá Abkhazia
Siêu cúp bóng đá Abkhazia là một trong ba giải bóng đá chuyên nghiệp được tổ chức tại Abkhazia và được quản lý bởi Liên đoàn bóng đá Abkhazia.
Câu lạc bộ bóng đá Nart Sukhum đã giành danh hiệu Siêu cúp 2020 sau khi đánh bại Câu lạc bộ bóng đá Gagra.

## Danh sách nhà vô địch và á quân
| Năm  | Vô địch                                                                  | Á quân            |
| ---- | ------------------------------------------------------------------------ | ----------------- |
| 1996 | Yertsakhu Ochamchira                                                     | FC Dinamo Sukhumi |
| 1999 | FC Nart Sukhum                                                           | Dynamo Gagra      |
| 2000 | FC Nart Sukhum (2)                                                       | FC Abazg Sukhum   |
| 2001 | FC Nart Sukhum (3)                                                       | FC Abazg Sukhum   |
| 2002 | FC Nart Sukhum (4)                                                       | Ritsa FC          |
| 2003 | Không tổ chức; FC Nart Sukhum giành cú đúp giải VĐQG và cúp quốc gia     |                   |
| 2004 | Không tổ chức; FC Kiaraz Pitsunda giành cú đúp giải VĐQG và cúp quốc gia |                   |
| 2005 | Không tổ chức; FC Nart Sukhum giành cú đúp giải VĐQG và cúp quốc gia     |                   |
| 2006 | FC Gagra                                                                 | FC Nart Sukhum    |
| 2007 | Không tổ chức; FC Nart Sukhum giành cú đúp giải VĐQG và cúp quốc gia     |                   |
| 2008 | FC Nart Sukhum (5)                                                       | FC Gagra          |
| 2009 | FC Nart Sukhum (6)                                                       | FC Gagra          |
| 2010 | FC Gagra (2)                                                             | FC Nart Sukhum    |
| 2011 | FC Gagra (3)                                                             | FC Nart Sukhum    |
| 2012 | FC Gagra (4)                                                             | FC Nart Sukhum    |
| 2013 | FC Nart Sukhum (7)                                                       | FC Gagra          |
| 2014 | FC Afon                                                                  | FC Nart Sukhum    |
| 2015 | FC Afon (2)                                                              | Ritsa FC          |
| 2016 | FC Afon (3)                                                              | FC Nart Sukhum    |
| 2017 | FC Nart Sukhum (8)                                                       | FC Afon           |
| 2018 | FC Gagra (5)                                                             | FC Nart Sukhum    |
| 2019 | FC Nart Sukhum (9)                                                       | FC Gagra          |

## Danh hiệu câu lạc bộ
- 9 FC Nart Sukhum
- 5 FC Gagra
- 3 FC Afon
- 1 FC Yertsakhu Ochamchira[3]